# Bogdanovdol, Pernik
Bogdanovdol (în bulgară Богдановдол) este un sat în comuna Pernik, regiunea Pernik,  Bulgaria. 

## Demografie
Componența etnică a satului Bogdanovdol
     Bulgari (98,97%)
     Nicio identificare (1,02%)
     Altele (0,82%)
La recensământul din 2011, populația satului Bogdanovdol era de 486 locuitori. Din punct de vedere etnic, majoritatea locuitorilor (98,97%) erau bulgari. Pentru 1,02% din locuitori nu este cunoscută apartenența etnică.